# 라키야

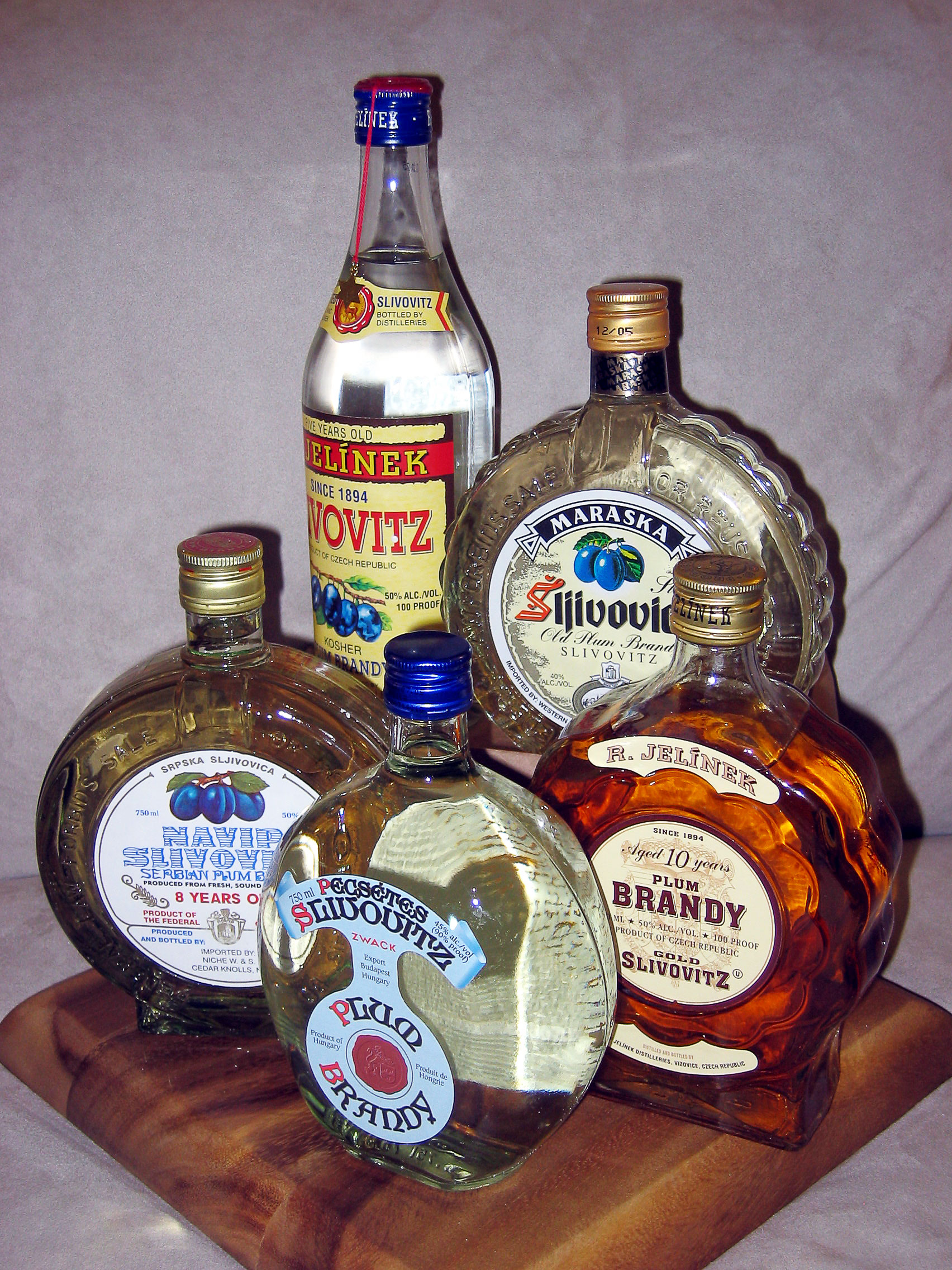
여러 종류의 라키야

라키야(불가리아어: ракия, 마케도니아어: ракија, 세르비아어: ракија, rakija 보스니아어: rakija, 크로아티아어: rakija) 또는 라키아(알바니아어: Rakia), 라키우(루마니아어: rachiu)는 과일을 발효시켜만든 증류주로 브랜디의 일종이다.
발칸반도에 위치한 국가에서 일반적으로 생산, 음용되고 있다. 일반적인 라키야의 알코올 도수는 40% 정도이다. 집에서 만든 라키야는 도수가 50%에서 60%에 달하는 정도로 높은 편이다. 라키야는 터키의 증류주인 라크에 유래되었지만 마시기 편하도록 다른 음료로 발전되었다.
라키야는 남슬라브족의 국민적인 음료인 것으로 널리 알려져 있다. 폭넓게는 자두로 만드는 슬리보비츠(slivovitz), 포도로 만드는 그로즈도바(grozdova) 등이 있다. 그 밖에 복숭아, 살구, 사과, 배, 체리, 무화과, 모과 등을 이용해서 만든 경우도 있다. 세르비아와 불가리아 등에서는 여러 과일을 섞은 라키야도 있다. 이스트라반도에서는 주로 포도로만 라키야를 만드는데 현지에서는 트라파(trapa), 그라파(grappa) 등으로 부른다. 자두와 포도로 만든 라키야는 증류한 이후에 허브와 벌꿀, 앵두, 호두 등의 재료를 넣기도 한다.

## 같이 보기
- 리큐어
- 포도박 브랜디